# Elizabeth Banks
Elizabeth Maresal Mitchell (Pittsfield, Massachusetts, 10 de febrer del 1974), coneguda personalment com a Elizabeth Banks, és una actriu i directora estatunidenca. Va fer el seu debut cinematogràfic com actriu a la pel·lícula independent Surrender Dorothy. Des de llavors, ha estat ben coneguda pels seus papers a Definitely, Maybe, Zack and Miri Make a Porno, W., Role Models, Wet Hot American Summer, The Uninvited (2009) i la franquícia de Spider-Man. Banks també ha intervingut com a estrella en espectacles televisius al llarg de la seva carrera, entre els quals s'inclouen el seu paper de Dr. Kim Briggs, la parella de Zach Braff a la sèrie televisiva Scrubs i el seu rol com Avery Jessup, la dona de Jack Donaghy a la sèrie 30 Rock.
Va fer el seu debut com a directora amb Donant la nota 2 (2015), els 69 milions de dòlars bruts del cap de setmana d'estrena van establir un rècord per a un director novell. Des de llavors ha dirigit la comèdia d'acció Charlie's Angels (2019) i la comèdia de terror Cocaine Bear  (2023). Banks va fundar la companyia de producció de cinema i televisió Brownstone Productions el 2002 amb el seu marit, Max Handelman.

## Biografia i educació
Banks va néixer a Pittsfield, Massachusetts, la més gran de quatre fills d'Ann i Mark Mitchell. El seu pare era un treballador de General Electric i la seva mare treballava en un banc. Quan era una nena, participà en el concurs de la Nickelodeon, Finders Keepers. Va acabar la formació secundària a la Pittsfield High School el 1992 i es va titular magna cum laude a la Universitat de Pennsilvània el 1996, on fou membre de la germandat femenina Delta Delta Delta. El 1998, va completar els estudis en arts escèniques i va obtenir un màster en Belles Arts.

## Carrera

### Carrera com actriu
Banks va canviar el seu nom en unir-se al Sindicat d'Actors de Cinema, ja que l'actriu Elizabeth Mitchell ja estava registrada a la unió amb aquest nom. Va debutar en el film independent Surrender Dorothy com Elizabeth Casey i ràpidament va guanyar importància per la seva actuació a la comèdia Verge als 40.

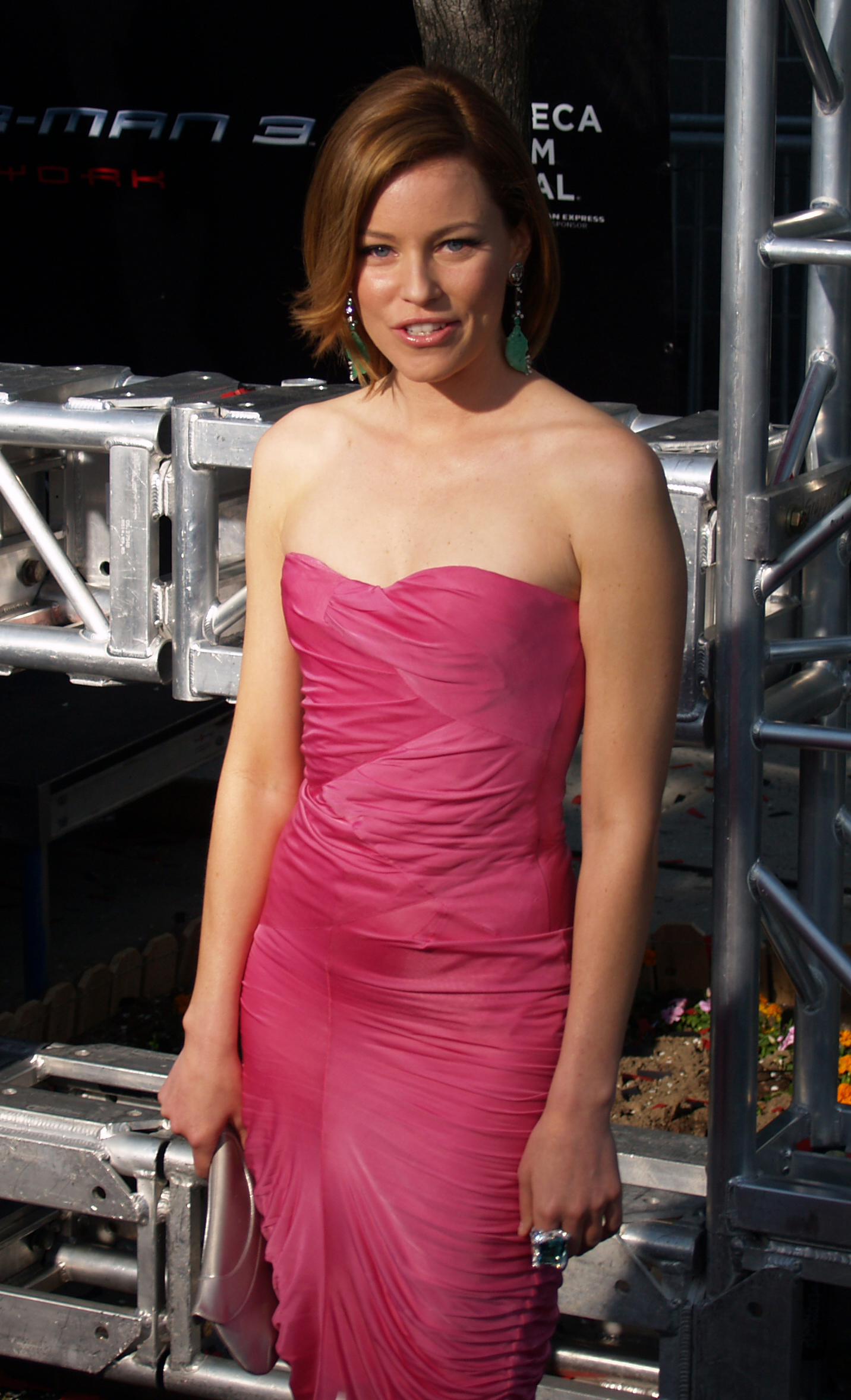
Banks a la première del film del 2007 Spider-Man 3.

L'agost del 2005, al Festival de Teatre de Williamstown, Banks va actuar com Cherie a William Inge's Bus Stop. Jeffrey Borak va escriure una bona crítica sobre la seva actuació. El 2005, va aparèixer a la tele sèrie Stella i al maig del 2006, va tenir un rol al final de la sisena temporada de la sèrie de televisió Scrubs. El personatge ha aparegut també a la setena i vuitena temporada de la sèrie, de la qual ha esdevingut una estrella recorrent.
El 2006, Banks va aparèixer al film de drama sobre futbol americà, Invincible, com a companya de Mark Wahlberg, amb qui fou nominada pel premi del "Millor Petó" als Premis MTV Movie. El mateix any ella va protagonitzar la comèdia de terror Slither.
El 2007, va protagonitzar la comèdia Meet Bill, juntament amb Aaron Eckhart i Jessica Alba. El mateix any, BAnks va tenir un petit rol en la pel·lícula nadalenca Fred Claus. El 2008, va protagonitzar la comèdia Definitely, Maybe i Zack and Miri Make a Porno, i va actuar com a la Primera Dama dels Estats Units, Laura Bush al film biogràfic sobre George Walker Bush.
El 2009, Banks va aparèixer al thriller The Uninvited, un remake del film de terror coreà, A Tale of Two Sisters.
Banks és una co-estrella freqüent de l'actor Paul Rudd amb qui ha aparegut en quatre pel·lícules (Wet Hot American Summer, The Baxter, Verge als 40 i Role Models).
El 8 de desembre del 2009, es va anunciar que Banks apareixeria a quatre episodis de la sèrie de televisió guanyadora del premi Emmy, 30 Rock. Amb la intenció d'aparèixer en quatre episodis el 2010, Banks es va convertir en un personatge recurrent amb 13 aparicions al final de la cinquena temporada, inclòs el seu matrimoni a l'episodi "Mrs. Donaghy". La seva actuació a la cinquena temporada li va valer una nominació al premi Primetime Emmy a la millor actriu convidada en una sèrie de comèdia als 63ens premis Primetime Emmy.

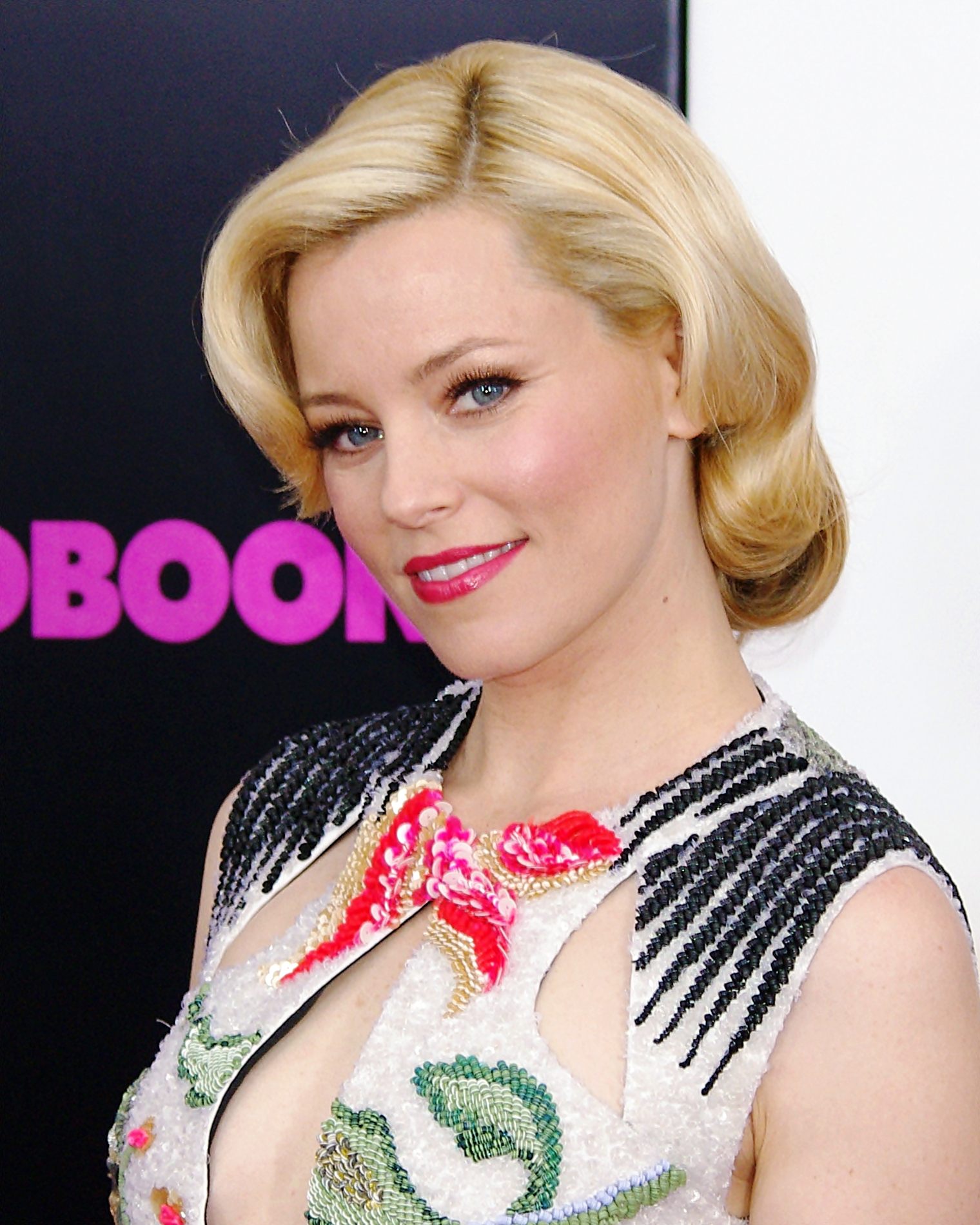
Banks a l'estrena de What to Expect When You're Expecting el maig de 2012

El 2012, Banks va protagonitzar la pel·lícula de comèdia romàntica What to Expect When You're Expecting i la pel·lícula d'acció Man on a Ledge . També va interpretar Gail Abernathy-McKadden a la pel·lícula de comèdia musical Pitch Perfect, que es va convertir en un èxit de crítica i comercial. L'any següent va dirigir i protagonitzar segments separats de Movie 43, una pel·lícula d'antologia de comèdia mal valorada per la crítica.
Banks va aparèixer a la pel·lícula d'aventures de ciència-ficció Els jocs de la fam (2012), interpretant a Effie Trinket, una dona del "Capitoli" que acompanya els tributs del Districte 12 als Jocs de la Fam anuals. Va tornar a repetir el paper a les pel·lícules seqüeles The Hunger Games: Catching Fire (2013), The Hunger Games: Mockingjay - Part 1 (2014) i The Hunger Games: Mockingjay – Part 2 (2015). Banks va protagonitzar la pel·lícula del 2014 Every Secret Thing, interpretant la detectiu Nancy Porter que investiga la desaparició d'un nen petit amb semblances amb un cas en què havia estat involucrada anteriorment. El mateix any, va proporcionar la veu del mestre constructor Wyldstyle a la pel·lícula d'animació de Warner Bros. La Lego pel·lícula.
L'any 2014, Banks va ser reconeguda per la revista Elle durant els premis The Women in Hollywood, en homenatge a les dones pels seus èxits destacats al cinema, que abasten tots els aspectes de la indústria del cinema, incloses les actuacions, la direcció i la producció.

### Carrera també com a directora
Després de produir i protagonitzar la pel·lícula Pitch Perfect (2012), Banks va dirigir la seva seqüela, Pitch Perfect 2 (2015), fent el seu debut com a directora. També va coproduir i protagonitzar tant Pitch Perfect 2 com la següent seqüela, Pitch Perfect 3 (2017).
Banks va interpretar Melinda Ledbetter Wilson, l'esposa de Brian Wilson, a la pel·lícula biogràfica de 2015 Love & Mercy, que es basa en la vida del músic i membre fundador de The Beach Boys, interpretat per John Cusack.
El 2015, va ser nomenada membre del jurat de la competició principal de la 72a Mostra Internacional de Cinema de Venècia. El festival va ser presidit per Alfonso Cuarón. També el 2015, Banks es va convertir en portaveu de Realtor.com en una sèrie d'anuncis de televisió. A mitjans de febrer de 2016, Banks va aparèixer als anuncis de l'empresa de roba Old Navy. També va interpretar a l'extraterrestre espacial Rita Repulsa a la pel·lícula de reinici de Power Rangers de 2017.
El 2018, Banks va protagonitzar Jenny a la pel·lícula de comèdia The Happytime Murders, al costat de Melissa McCarthy i Maya Rudolph. El 2019, va repetir el seu paper protagonista com a Lucy / Wyldstyle a la pel·lícula de comèdia animada La Lego pel·lícula 2. Després va interpretar Tori Breyer a la pel·lícula de terror de superherois Brightburn.
El 2 de maig de 2019, ABC va anunciar Banks com a presentadora de la reactivació de l'estiu de 2019 del programa de jocs Press Your Luck, del que també és productora executiva. Banks va dirigir, produir, escriure i protagonitzar Bosley a la pel·lícula de comèdia d'acció Charlie's Angels, que es va estrenar el novembre de 2019. El 2020, va protagonitzar la feminista Jill Ruckelshaus a la minisèrie Mrs. America d'FX.
El novembre de 2019, es va anunciar que Banks havia de protagonitzar, dirigir i produir una nova adaptació de The Invisible Woman (1940), basada en el seu argument original. Erin Cressida Wilson escriurà el guió per al reinici del monstre femení, mentre que Max Handelman i Alison Small seran productors i productors executius, respectivament. El febrer de 2020, a Banks se li va permetre presentar un projecte de Universal Pictures de la llista d'Universal Monsters, que finalment va presentar The Invisible Woman.
El juny de 2020, es va anunciar que Banks protagonitzaria Ms. Frizzle en un híbrid d'acció en viu/animació de The Magic School Bus, per al qual també produirà a través de la seva empresa. Brownstone Productions.
El març de 2021, es va anunciar que Banks dirigiria el thriller Cocaine Bear, que va produir juntament amb Max Handelman per a Brownstone Productions, i Phil Lord i Christopher Miller. El maig de 2021, Peacock va anunciar que Banks dirigiria i protagonitzaria la sèrie de televisió Red Queen, basada en la novel·la distòpica de la mateixa nom.
El gener de 2022, Banks va participar en la pel·lícula The Beanie Bubble, codirigida per Kristin Gore i Damian Kulash.
El març de 2023 es va anunciar que Banks seria productora executiva i donaria veu al personatge de Pebbles Picapedra a la sèrie d'animació de Fox Bedrock, que serà un reinici de la sèrie original Els Picapedra i tindrà lloc dues dècades després d'aquesta sèrie.

## Vida personal
Al 5 de juliol del 2003, Banks es va casar amb el productor i escriptor esportiu, Max Handelman, que havia estat el seu nòvio d'ençà que es van conèixer a l'institut, el 1992. Ella es va convertir al judaisme per a casar-s'hi. Es van casar el 2003 i tenen dos fills, nascuts per gestació subrogada.

## Filmografia

### Cinema
| Any        | Títol                                                    | Rol                                | Notes                                                                                   |
| ---------- | -------------------------------------------------------- | ---------------------------------- | --------------------------------------------------------------------------------------- |
| 1998       | Surrender Dorothy                                        | Vicki                              | Creditada com "Elizabeth Casey"                                                         |
| 2000       | Shaft                                                    | Trey's friend                      | Creditada com "Elizabeth Maresal Mitchell"                                              |
| 2001       | Wet Hot American Summer                                  | Lindsay                            |                                                                                         |
| 2001       | Ordinary Sinner                                          | Rachel                             |                                                                                         |
| 2002       | Spider-Man                                               | Betty Brant                        |                                                                                         |
| 2002       | Enduts per la marea (Swept Away)                         | Debi                               |                                                                                         |
| 2002       | Catch Me If You Can                                      | Lucy Forrest                       |                                                                                         |
| 2002       | Stella Shorts 1998-2002                                  | Woman a la classe de ioga          | Short films; direct-to-DVD release                                                      |
| 2003       | The Trade                                                | Sioux Sever                        |                                                                                         |
| 2003       | Seabiscuit                                               | Marcela Howard                     | Nominat — Premi del Sindicat d'Actors de Cinema al Millor repartiment en una pel·lícula |
| 2004       | Spider-Man 2                                             | Betty Brant                        |                                                                                         |
| 2005       | Heights                                                  | Isabel                             |                                                                                         |
| 2005       | Sexual Life                                              | Sarah                              |                                                                                         |
| 2005       | The Sisters                                              | Nancy Pecket                       |                                                                                         |
| 2005       | The Baxter                                               | Caroline Swann                     |                                                                                         |
| 2005       | The 40-Year-Old Virgin                                   | Beth                               |                                                                                         |
| 2005       | Daltry Calhoun                                           | May                                |                                                                                         |
| 2006       | Slither                                                  | Starla Grant                       |                                                                                         |
| 2006       | Invincible                                               | Janet Cantrell                     | Nominada — MTV Movie Award pel millor petó(amb Mark Wahlberg)                           |
| 2007       | Spider-Man 3                                             | Betty Brant                        |                                                                                         |
| 2007       | Meet Bill                                                | Jess                               |                                                                                         |
| 2007       | Fred Claus                                               | Charlene                           |                                                                                         |
| 2008       | Definitely, Maybe                                        | Emily Jones                        |                                                                                         |
| 2008       | Meet Dave                                                | Gina Morrison                      |                                                                                         |
| 2008       | Lovely, Still                                            | Alex                               |                                                                                         |
| 2008       | Zack and Miri Make a Porno                               | Miriam "Miri" Linky                |                                                                                         |
| 2008       | W.                                                       | Laura Bush                         | Nominada — Detroit Film Critics Society Award per millor actriu secundària              |
| 2008       | Role Models                                              | Beth Jones                         |                                                                                         |
| 2009       | Big Breaks                                               | Starlet                            | Short                                                                                   |
| 2009       | The Uninvited                                            | Rachel Summers                     |                                                                                         |
| 2009       | Surrogates                                               |                                    | Productora executiva                                                                    |
| 2010       | The Details                                              | Nealy Lang                         |                                                                                         |
| 2010       | The Next Three Days                                      | Lara                               |                                                                                         |
| 2011       | Movie 43                                                 |                                    |                                                                                         |
| 2011       | Our Idiot Brother                                        | Miranda                            |                                                                                         |
| 2012       | Man on a Ledge                                           | Lydia Mercer                       |                                                                                         |
| 2012       | Els jocs de la fam (The Hunger Games)                    | Effie Trinket                      |                                                                                         |
| 2012       | What to Expect When You're Expecting                     | Wendy Cooper                       |                                                                                         |
| 2012       | People Like Us                                           | Frankie Davis                      |                                                                                         |
| 2012       | Pitch Perfect                                            | Gail Abernathy-McKadden            | Also producer                                                                           |
| 2013       | Movie 43                                                 | Amy                                | Segment: "Beezel"; segment dirigit: "Middleschool Date"                                 |
| 2013       | The Hunger Games: Catching Fire                          | Effie Trinket                      |                                                                                         |
| 2014       | Little Accidents                                         | Diane Doyle                        |                                                                                         |
| 2014       | La Lego pel·lícula (The Lego Movie)                      | Lucy/ Wyldstyle                    | Paper de veu                                                                            |
| 2014       | Walk of Shame                                            | Meghan Miles                       |                                                                                         |
| 2014       | Every Secret Thing                                       | Detectiu Nancy Porter              |                                                                                         |
| 2014       | Love & Mercy                                             | Melinda Ledbetter                  |                                                                                         |
| 2014       | The Hunger Games: Mockingjay – Part 1                    | Effie Trinket                      |                                                                                         |
| 2015       | Pitch Perfect 2                                          | Gail Abernathy-McKadden-Feinberger | També directora i productora                                                            |
| 2015       | Magic Mike XXL                                           | Paris                              |                                                                                         |
| 2015       | The Hunger Games: Mockingjay – Part 2                    | Effie Trinket                      |                                                                                         |
| 2017       | The Most Hated Woman in America                          | N/D                                | Productora                                                                              |
| 2017       | Power Rangers                                            | Rita Repulsa                       |                                                                                         |
| 2017       | Pitch Perfect 3                                          | Gail Abernathy-McKadden-Feinberger | També productor                                                                         |
| 2018       | The Happytime Murders                                    | Jenny                              |                                                                                         |
| 2019       | La Lego pel·lícula 2 (The Lego Movie 2: The Second Part) | Lucy/ Wyldstyle                    | Paper de veu                                                                            |
| 2019       | Brightburn                                               | Tori Breyer                        |                                                                                         |
| 2019       | Charlie's Angels                                         | Bosley                             | també directora, productora i guionista                                                 |
| 2020       | Eat Wheaties!                                            | Ella mateixa                       | Veu; cameo sense acreditar                                                              |
| 2022       | Call Jane                                                | Joy                                |                                                                                         |
| 2023       | The Beanie Bubble                                        | Robbie                             |                                                                                         |
| 2023       | Migration                                                | Pam                                | Veu                                                                                     |
| A anunciar | Skincare                                                 | A anunciar                         | En postproducció                                                                        |

### Televisió
Actriu
| Any             | Títol                                      | Rol                         | Notes |
| --------------- | ------------------------------------------ | --------------------------- | --- |
| 1999            | Third Watch                                | Elaine Elchisak             | "Patterns" (temporada 1, episodi 3) Creditada com "Elizabeth Maresal Mitchell"                                                          |
| 2000            | Sex and the City                           | Catherine                   | "Politically Erect" (temporada 3, episodi 2)                                                                                            |
| 2001            | Law & Order: Special Victims Unit          | Jaina Tobias Jansen         | "Sacrifice" (temporada 3, episodi 7) |
| 2002            | Without a Trace                            | Clarissa                    | "Snatch Back" (temporada 1, episodi 7)                                                                                                  |
| 2005            | Stella                                     | Tamara                      | "Meeting Girls" (temporada 1, episodi 6)                                                                                                |
| 2006–2007, 2009 | Scrubs                                     | Dr. Kim Briggs              | Recorrent rol |
| 2007–2008       | Wainy Days                                 | Shelly                      | "Shelly" (temporada 1, episodi 1) "The Date" (season 1, episode 2) "Shelly 2" (temporada 3, episodi 6)                                  |
| 2007–2008       | American Dad!                              | Becky Arangino Lisa Silver  | "The Vacation Goo" (temporada 3, episodi 1) "1600 Candles" (temporada 4, episodi 1) "Escape from Pearl Bailey" (temporada 4, episodi 5) |
| 2008            | Comanche Moon                              | Maggie Tilton               | minisèrie TV |
| 2009–2020       | Modern family                              | Sal                         | 7 episodis |
| 2010-2012       | 30 Rock                                    | Avery Jessup                | Rol recorrent Nominada − Primetime Emmy a la millor actriu convidada en sèrie còmica                                                    |
| 2012            | Family Guy                                 | Pam Fishman                 | Veu, episodi: "Into Fat Air" |
| 2012            | Robot Chicken                              | Mrs. Claus / Scarlett       | Veu, episodi: "Robot Chicken's ATM Christmas Special"                                                                                   |
| 2012            | Comedy Bang! Bang!                         | Ella mateixa                | Episodi: "Elizabeth Banks Wears a Red Dress"                                                                                            |
| 2013            | Timms Valley                               | Beth Billings-Timms         | Veu, pilot |
| 2014            | Phineas and Ferb                           | Grulinda                    | Veu, episodi: "Imperfect Storm" |
| 2015            | Resident Advisors                          | Doctor                      | Episodi: "Motivational Speaker" |
| 2015            | Wet Hot American Summer: First Day of Camp | Lindsay                     | 6 episodis |
| 2015            | Moonbeam City                              | Chief Pizzaz Miller         | Veu, 10 episodis |
| 2015            | The Muppets                                | Ella mateixa                | 2 episodis |
| 2015            | Saturday Night Live                        | Ella mateixa / Presentadora | Episodi: "Elizabeth Banks / Disclosure"                                                                                                 |
| 2017            | Wet Hot American Summer: Ten Years Later   | Lindsay                     | 5 episodis |
| 2017            | Curb Your Enthusiasm                       | Ella mateixa                | Episodi: "A Disturbance in the Kitchen"                                                                                                 |
| 2019            | Random Acts                                | Vex                         | Veu, episodi: "The Phantom Thief" |
| 2019–present    | Press Your Luck                            | Ella mateixa / Presentadora | Concurs |
| 2020            | Mrs. America                               | Jill Ruckelshaus            | 9 episodis |
| 2020            | The Red Nose Day Special                   | Ella mateixa                | Especial de televisió |
| 2020            | COVID Is No Joke                           | Ella mateixa                | Especial de televisió |
| 2022            | The Boys                                   | Ella mateixa                | Episodi: "Herogasm" |
| 2023            | Els Simpsons                               | Persephone Odair (veu)      | 1 episodi |
| TBA             | Bedrock                                    | Pebbles Picapedra           | Veu |

Productora executiva
| Any          | Títol                           | Rol                                | Notes |
| ------------ | ------------------------------- | ---------------------------------- | ----- |
| 2015         | Resident Advisors               | 7 episodes                         |       |
| 2017         | The Trustee                     | Pilot                              |       |
| 2018         | Project 13                      | Pilot                              |       |
| 2019–2021    | Shrill                          | 22 episodis                        |       |
| 2019–present | Press Your Luck                 | Concurs                            |       |
| 2022         | Pitch Perfect: Bumper in Berlin | També cocreadora; 6 episodis       |       |
| A anunciar   | DC Super Hero High              | Sèrie pendent d'estrena            |       |
| A anunciar   | Bedrock                         | Sèrie d'animació pendent d'estrena |       |